# Bonifaci I de Montferrat
Bonifaci I de Montferrat (en italià: Bonifacio del Monferrato; en grec: Βονιφάτιος Μομφερρατικός, Vonifàtios Momferratikós), també conegut com a Bonifaci I de Tessalònica o Bonifaci I d'Aleramici, 1150 - 4 de setembre, 1207) fou marquès de Montferrat i rei de Tessalònica. Va ser nomenat el cabdill de la Quarta Croada. Era el tercer fill de Guillem V de Montferrat i de Judit de Babenberg i nasqué després que el seu pare retornés de la segona croada. Els seus germans grans foren Guillem I de Montferrat, comte de Jaffa i Ascaló, i Conrad I de Montferrat, qui arribà a ser rei consort de Jerusalem.

## Heroi trobadoresc del Piemont
Bonifaci apareix descrit en la seua joventut, a finals de la dècada del 1170, en la famosa Carta Èpica, "Valen marques, senher de Monferrat", pel seu bon amic de la cort, el trobador Raimbaut de Vaqueiras. Aquesta carta inclou el rescat de l'hereva Jacopina de Ventimiglia de mans del seu oncle el comte Otto, que tenia la intenció d'apoderar-se de les possessions que havia heretat, i a tal fi l'havia enviat a Sardenya. Després de rescatar-la, Bonifaci li arranjà un matrimoni. Novament, quan Albert Malaspina (marit d'una de les germanes de Bonifaci) segrestà Saldina de Mar, filla d'una prominent família genovesa, Conrad l'alliberà i la retornà al seu amant, Ponset d'Aguilar.

## Cultura trobadoresca
Malgrat les guerres, durant la dècada del 1180 al 1190, Bonifaci presidí una de les corts més prestigioses de cultura cavalleresca i trobadoresca. Al segle xii, el piamontès era pràcticament indistingible de l'occità. A més del trobador Raimbaut de Vaqueiras, visitaren la seva cort famosos trobadors com Pèire Vidal, Gaucelm Faidit, i Arnaut de Maruelh. El patronatge de Bonifaci fou molt celebrat; fins i tot Gaucelm l'anomenava Mon Thesaur ('El meu tresor'), mentre que Vaqueiras l'anomenava N'Engles ('l'anglès'), malgrat que mai no se n'ha conegut la raó.

## Relacions amb l'Imperi Romà d'Orient
El 1179, l'emperador romà d'Orient Manuel I Comnè oferí la seva filla Maria en matrimoni a qualsevol dels germans Montferrat, i com que tant Conrad com Bonifaci ja eren casats i Frederic de Montferrat era bisbe, l'escollit fou el germà menor, Renyer. Tres anys després però, Renyer fou assassinat durant la usurpació al tron romà d'Orient d'Andrònic I Comnè.

## Relacions amb el Regne de Jerusalem
El seu germà gran, Guillem, havia mort el 1177 poc després de casar-se amb la princesa Sibil·la, hereva del Regne de Jerusalem.
El 1183, el nebot de Bonifaci, Balduí V de Jerusalem fou coronat rei de Jerusalem. El pare de Conrad, Guillem V de Montferrat anà a Jerusalem per auxiliar el seu net, deixant el Marquesat de Montferrat a càrrec de Conrad i Bonifaci. Però el 1187, Conrad seguí els passos del seu pare i marxà per casar-se amb Teodora, filla de l'emperador romà d'Orient Isaac II Àngel, a fi de renovar l'aliança del llinatge amb l'Imperi Romà d'Orient. Aleshores, tant Bonifaci com Conrad havien enviudat.

## Relacions amb el Comtat de Savoia
El 1189 Bonifaci encapçalà el consell de regència en nom de Tomàs I de Savoia, fill del seu cosí Humbert III de Savoia, fins que el nen fos major d'edat.

## Relacions amb el Sacre Imperi
Com la resta del seu llinatge, va fer costat a Frederic I Barba-roja en les seues guerres contra les ciutats de la Lliga Llombarda.
El 1191 l'emperador Enric VI del Sacre Imperi Romanogermànic li concedí el Comtat d'Incisa, però aquest fet provocà una guerra amb les ciutats d'Asti i d'Alessandria. Bonifaci creà la Lliga de Cremona, mentre que les dues ciutats crearen la Lliga de Milà. Bonifaci les derrotà en la batalla de Montiglio Monferrato el juny d'aquell mateix any, però la guerra no era favorable als interessos del llinatge i finalment s'arribà a una treva l'abril del 1193.
El juny del 1194 l'emperador Enric VI l'escollí per liderar l'expedició contra el Regne de Nàpols. La campanya finalitzà de manera victoriosa amb la coronació de l'emperador Enric VI a Palerm. Però la guerra continuà i el 1199 Bonifaci veié que la guerra s'havia perdut i començà a negociar la pau.

## La quarta croada

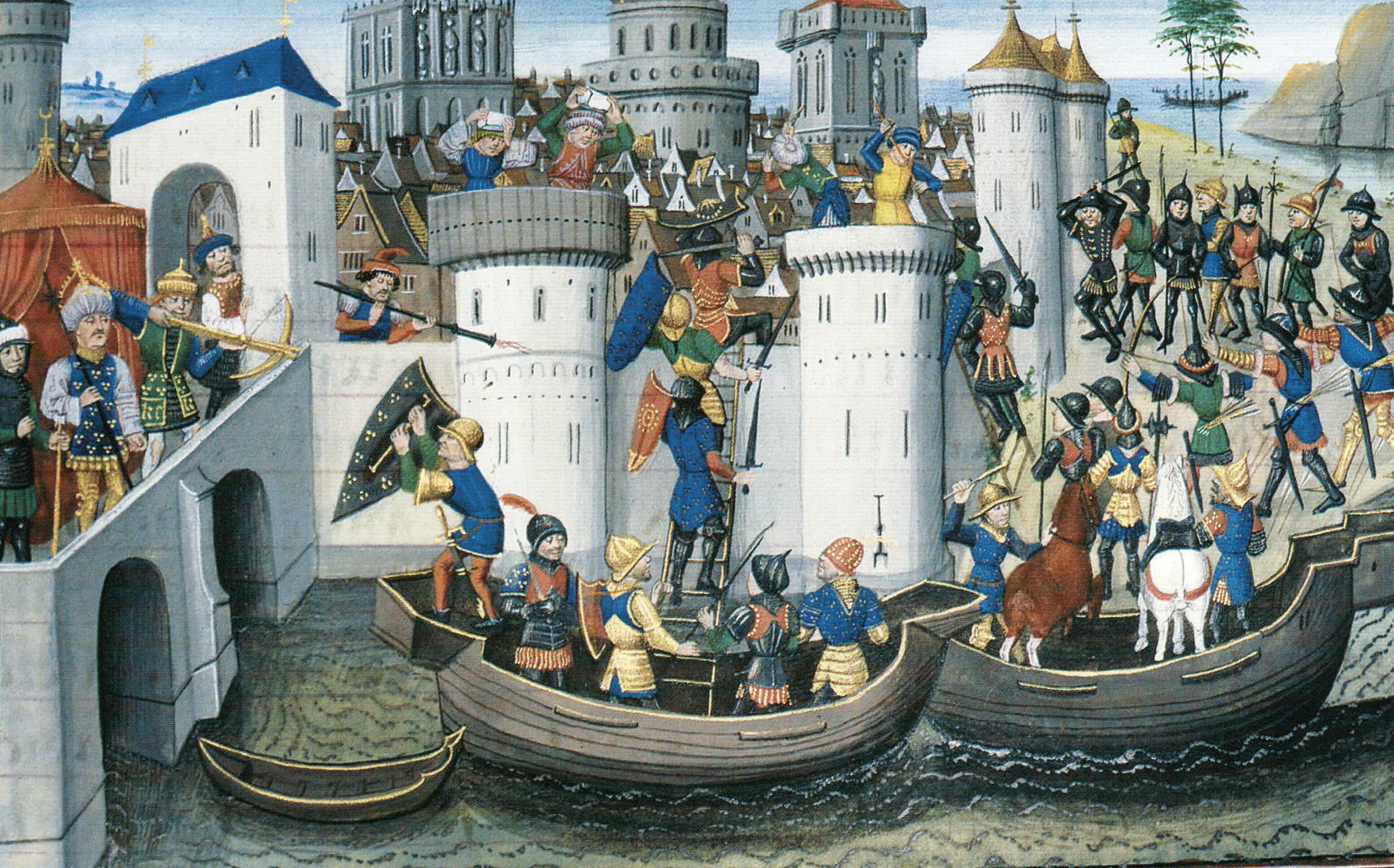
La Conquesta de Constantinoble

Quan el cabdill de la Quarta Croada, el comte Teobald III de Xampanya, morí l'any 1201, Bonifaci fou escollit com a nou cabdill. Era un soldat experimentat i aquesta era una bona oportunitat per a recuperar la reputació del seu llinatge. Els Montferrat eren prou coneguts a l'Orient: el seu cosí Balduí i el seu germà Conrad havien estat reis de Jerusalem, i la seva cosina, Maria de Montferrat era l'hereva del regne. A més, un cosí de Bonifaci, Felip de Suàbia, estava casat amb Irene Angelina, filla del derrocat emperador romà d'Orient Isaac II Àngel.
Malgrat que la intenció inicial de la croada era atacar els musulmans a Egipte, l'hivern del 1201, Bonifaci, Felip i Aleix IV Àngel, fill i hereu de l'emperador romà d'Orient derrocat Isaac II, es trobaren per tal de planejar un possible canvi de plans de la croada amb l'objectiu de restituir Isaac II Àngel en el tron de l'Imperi Romà d'Orient. En exposar els seus plans al papa Innocenci III, aquest l'advertí que s'abstingués d'atacar cap territori cristià, inclosos els cristians ortodoxos de l'imperi.
L'exèrcit croat estava en deute amb la República de Venècia, que havia proporcionat la flota pel transport a l'Orient. El dux venecià Enric Dandolo exigí com a compensació que els croats ataquessin i capturessin les ciutats de Trieste, Moglie, i Zara, fet que finalment va tenir lloc. El dux Enric Dandolo acabà convertint-se en el cabdill efectiu de la croada, de manera que Bonifaci passà a ser-ne tan sols la figura visible. Malgrat que el papa Innocenci III s'enfurismà en saber que els croats havien atacat ciutats cristianes, el dux Enric Dandolo li prometé que, quan Aleix IV Àngel fos restituït en el tron de Constantinoble, posaria fi al Gran Cisma d'Orient.
Després de la conquesta de Constantinoble, Bonifaci intentà d'aprofitar la reputació i relacions del seu llinatge per tal de ser nomenat nou emperador romà d'Orient, però els venecians el varen vetar, car creien que això reduiria la seva influència a l'Orient. Per tant, un cavaller de la croada, Balduí IX de Flandes fou coronat com a Balduí I de Constantinoble mentre que Bonifaci fundà el Regne de Tessalònica i s'apoderà de Creta; més tard però, acabà venent l'illa als venecians. Per tal de legitimar la seva coronació com a rei de Tessalònica, Bonifaci al·legà que el seu germà Renyer de Montferrat l'havia acollit en casar-se amb Maria Comnena l'any 1180.

## Guerra amb el Segon Imperi Búlgar
El 14 d'abril de 1205 Kaloian de Bulgària va destruir quasi per complet a l'exèrcit llatí i va capturar a l'emperador Balduí, que va caure presoner de Kaloian. Kaloian va saquejar Tràcia i Macedònia després de la seva victòria sobre els llatins i va atacar el Regne de Tessalònica prenent Serres, Veria i Moglena. Enric I de Flandes, regent de l'Imperi Llatí va llançar una contrainvasió contra el Segon Imperi Búlgar al juny però no va poder capturar Adrianòpolis i va aixecar el setge de Didymoteicho. Kaloian va tornar a Tarnovo després que esclatés una revolta contra ell. Bonifaci fou assassinat en una emboscada dels búlgars el 4 de setembre del 1207, fou decapitat i el seu cap fou enviat a Kaloian.

## Família i mort
Bonifaci es casà en primeres núpcies el 1170 amb Helena del Bosco. Tingueren tres fills:
- Guillem VI de Montferrat, successor en el Marquesat de Montferrat.
- Beatriu
- Agnès († 1207), casada amb el proclamat emperador de Constantinoble Enric I de Flandes el 1204.

En segones núpcies es casà el 1186 amb Joana de Châtillon-sur-Loing. No tingueren fills.
En terceres núpcies es casà el 1204 a Constantinoble amb Margarida, filla del rei Béla III d'Hongria. Margarida era vídua de l'emperador Isaac II Àngel. Tingueren un fill:
- Demetri de Montferrat, successor en el Regne de Tessalònica.

| Bonifaci I de Montferrat Aleramici Naixement: 1150 Mort: 4 de setembre 1207 |                                   |                                              |
| Precedit per: Conrad I de Montferrat (germà)                                | Marquès de Montferrat (1191-1207) | Succeït per: Guillem VI de Montferrat (fill) |
| — Territori conquerit: — Quarta Croada                                      | rei de Tessalònica (1205-1207)    | Succeït per: Demetri de Montferrat (fill)    |